# Smedby socken
Smedby socken på Öland ingick i Gräsgårds härad, ingår sedan 1971 i Mörbylånga kommun och motsvarar från 2016 Smedby distrikt i Kalmar län.
Socknens areal är 28,12 kvadratkilometer, varav 28,05 land. År 2000 fanns här 79 invånare. Kyrkbyn Smedby med sockenkyrkan Smedby kyrka ligger i socknen. 

## Administrativ historik
Smedby äldsta stenkyrka uppfördes i början av 1100-talet. I skriftliga källor omtalas socknen första gången 1312 ('de Smydaby').
Smedby socken tillhörde Hulterstads härad fram till omkring 1720, då häradet upplöstes och Smedby överfördes till Gräsgårds härad. Byn Parteby tillhörde tidigare Smedby, men överfördes 1885 till Kastlösa socken.
1959 överfördes till Kastlösa socken ett obebott område (Parteby 1:2-1:4 och 2:1-2:2) med en areal av 4,28 kvadratkilometer, varav allt land.
Vid kommunreformen 1862 övergick socknens ansvar för de kyrkliga frågorna till Smedby församling och för de borgerliga frågorna till Smedby landskommun. Denna senare uppgick 1952 i Ottenby landskommun som 1967 uppgick i Mörbylånga landskommun som senare 1971 ombildades till Mörbylånga kommun. Församlingen uppgick 2002 i Sydölands församling.
1 januari 2016 inrättades distriktet Smedby, med samma omfattning som församlingen hade 1999/2000.  
Socknen har tillhört samma fögderier och domsagor som Gräsgårds härad. De indelta båtsmännen tillhörde 2:a Ölands båtsmankompani.

## Geografi
Smedby socken ligger vid västra kusten i södra Öland. Socknen består av odlingsbygd nedan landborgen och alvarmark ovan.

## Fornminnen
Några boplatser från stenåldern och flera järnåldersgravar finns här. Tre runristningar har återfunnits, nummer 10 och 12 nu försvunna samt 11 som är ett fragment.

## Namnet
Namnet (1283 Smidharby), taget från kyrkbyn, består av ett förledet smed och efterledet by.

## Befolkningsutveckling
| Befolkningsutvecklingen i Smedby socken 1750–1990                                                        | Befolkningsutvecklingen i Smedby socken 1750–1990 | Befolkningsutvecklingen i Smedby socken 1750–1990 | Befolkningsutvecklingen i Smedby socken 1750–1990 | Befolkningsutvecklingen i Smedby socken 1750–1990 |
| --- | ------------------------------------------------- | ------------------------------------------------- | ------------------------------------------------- | ------------------------------------------------- |
| |                                                   |                                                   |                                                   |                                                   |
| År |                                                   |                                                   | Folkmängd                                         |                                                   |
| 1750 | 1750                                              |                                                   | 330                                               |                                                   |
| 1760 | 1760                                              |                                                   | 375                                               |                                                   |
| 1769 | 1769                                              |                                                   | 379                                               |                                                   |
| 1780 | 1780                                              |                                                   | 338                                               |                                                   |
| 1790 | 1790                                              |                                                   | 350                                               |                                                   |
| 1800 | 1800                                              |                                                   | 339                                               |                                                   |
| 1810 | 1810                                              |                                                   | 351                                               |                                                   |
| 1820 | 1820                                              |                                                   | 405                                               |                                                   |
| 1830 | 1830                                              |                                                   | 463                                               |                                                   |
| 1840 | 1840                                              |                                                   | 528                                               |                                                   |
| 1850 | 1850                                              |                                                   | 618                                               |                                                   |
| 1860 | 1860                                              |                                                   | 593                                               |                                                   |
| 1870 | 1870                                              |                                                   | 614                                               |                                                   |
| 1880 | 1880                                              |                                                   | 591                                               |                                                   |
| 1890 | 1890                                              |                                                   | 500                                               |                                                   |
| 1900 | 1900                                              |                                                   | 451                                               |                                                   |
| 1910 | 1910                                              |                                                   | 394                                               |                                                   |
| 1920 | 1920                                              |                                                   | 393                                               |                                                   |
| 1930 | 1930                                              |                                                   | 339                                               |                                                   |
| 1940 | 1940                                              |                                                   | 320                                               |                                                   |
| 1950 | 1950                                              |                                                   | 263                                               |                                                   |
| 1960 | 1960                                              |                                                   | 190                                               |                                                   |
| 1970 | 1970                                              |                                                   | 137                                               |                                                   |
| 1980 | 1980                                              |                                                   | 110                                               |                                                   |
| 1990 | 1990                                              |                                                   | 78                                                |                                                   |
| Anm: Källor: Umeå universitet - Tabellverket 1749-1859, Demografiska databasen, CEDAR, Umeå universitet. |                                                   |                                                   |                                                   |                                                   |

### Fotnoter
1. 1 2 3  Svensk Uppslagsbok andra upplagan 1947–1955: Smedby socken
2. 1 2  Harlén, Hans; Harlén Eivy (2003). Sverige från A till Ö: geografisk-historisk uppslagsbok. Stockholm: Kommentus. Libris 9337075. ISBN 91-7345-139-8
3. 1 2  Det medeltida Sverige 4:3 Öland
4. ↑  SCB Folkräkningen 1960 del 1 Arkiverad 14 oktober 2013 hämtat från the Wayback Machine. sida 193 anm. till Kalmar län not 24
5. ↑  ”Församlingar”. Statistiska centralbyrån. https://www.scb.se/hitta-statistik/regional-statistik-och-kartor/regionala-indelningar/forsamlingar/. Läst 30 december 2022.
6. ↑  Administrativ historik för Smedby socken (Klicka på församlingsposten). Källa: Nationella arkivdatabasen, Riksarkivet.
7. 1 2  Sjögren, Otto (1931). Sverige geografisk beskrivning del 2 Östergötlands, Jönköpings, Kronobergs, Kalmar och Gotlands län. Stockholm: Wahlström & Widstrand. Libris 9939
8. 1 2 3  Nationalencyklopedin
9. ↑  Fornlämningar, Statens historiska museum: Smedby socken
10. ↑  Fornminnesregistret, Riksantikvarieämbetet: Smedby socken Fornminnen i socknen erhålls på kartan genom att skriva in sockennamn (utan "socken") i "Ange geografiskt område"